# Yuki Yamamura
Yuki Yamamura (山村 佑樹 Yamamura Yuki?, nacido el 1 de agosto de 1990 en Kanagawa) es un futbolista japonés que se desempeña como delantero.

## Trayectoria

### Clubes
| Club           | País  | Año         |
| -------------- | ----- | ----------- |
| Mito HollyHock | Japón | 2012 - 2017 |
| Tochigi Uva FC | Japón | 2018 -      |

## Estadística de carrera

### J. League
| Club           | Año   | J. League | J. League | Copa J. League | Copa J. League | Total | Total |
| Club           | Año   | Part.     | Goles     | Part.          | Goles          | Part. | Goles |
| -------------- | ----- | --------- | --------- | -------------- | -------------- | ----- | ----- |
| Mito HollyHock | 2012  | 5         | 1         | -              | -              | 5     | 1     |
| Mito HollyHock | 2013  | 36        | 4         | -              | -              | 36    | 4     |
| Mito HollyHock | 2014  | 10        | 2         | -              | -              | 10    | 2     |
| Mito HollyHock | 2015  | 30        | 1         | -              | -              | 30    | 1     |
| Mito HollyHock | 2016  | 16        | 2         | -              | -              | 16    | 2     |
| Mito HollyHock | 2017  | 5         | 1         | -              | -              | 5     | 1     |
| Total          | Total | 102       | 11        | 0              | 0              | 102   | 11    |